# Shaft e i mercanti di schiavi
Shaft e i mercanti di schiavi (Shaft in Africa) è un film del 1973 diretto da John Guillermin.
È il terzo film dedicato alla figura del detective di colore John Shaft con Richard Roundtree nel ruolo del protagonista.

## Trama
John Shaft si recherà in Africa per fare chiarezza e sgominare una banda di trafficanti di schiavi.

## Produzione
Rispetto ai precedenti due capitoli il costo del film è salito a 2.142.000 dollari rivelandosi un fallimento commerciale avendo incassato solo 1.458.000 dollari.